# Хоменко Анатолій Андрійович
Анатолій Андрійович Хоменко (30 березня 1961, Київ, Українська ССР, СРСР) — український хокеїст і тренер. Виступав у захисті. Бронзовий призер юніорського чемпіонату Європи.

## Біографічні відомості
Вихованець хокейної школи «Крижинка» (перший тренер — Едуард Д'яков). За основний склад київського «Сокола» дебютував 11 квітня 1979 року в кубковій грі проти мінського «Динамо» (8:0). З наступного сезону захищав кольори новоствореної команди майстрів другої ліги «Червоний екскаватор», яка через півроку змінила назву на «Машинобудівник».
1982 року перейшов до харківського «Динамо» — дебютанта першої ліги радянського клубного хокею. За харківську команду відіграв девять сезонів, у тому числі два у вищій лізі — 54 матчі (6+5). Всього за клуб в чемпіонатах СРСР провів 513 ігор (другий результат серед захисників опісля Олександра Печенєва).
На початку 90-х років грав за команди Чеховловаччини, Великої Британії («Дамфрайз Вікінгс») і Польщі.
У сезоні 1994/1995 повернувся до України. Захищав кольори «Сокола», «Беркута» і АТЕКа. Його команди грали в Міжнаціональній хокейній лізі, у Східноєвропейської хоккейной лізі і чемпіонаті України. У складі національної збірної провів 4 матчі на чемпіонаті світу 1995 року (група «С»).
2001 року входив до тренерського штабу студентської збірної України на всесвітній Універсіаді. З липня 2002 року розпочав працювати у ярославському «Локомотиві».
2011 року очолив національну збірну України. По контракту мав працювати три роки, але після невдалого виступу на чемпіонаті світу 2012 у Словенії залишив збірну (українці посіли останнє місце у першому дивізіоні.
В наступні роки очолював російські команди «Локо» (Ярославль) з Молодіжної хокейної ліги і «Металург» (Новокузнецьк) з Вищої хокейної ліги.
З 2019 року входить до тренерського штабу білоруської команди «Металург» (Жлобин).

## Досягнення
Гравець
- Чемпіон СЄХЛ 2000
- Бронзовий призер юнацького чемпіонату Європи 1979

Тренер
- Чемпіон СЄХЛ (2000, 2001), бронзовий призер СЄХЛ (2002)
- Володар Кубка СЄХЛ (2001)
- Чемпіон України (2000, 2001, 2002), срібний призер чемпіонату України (1999)
- Бронзовий призер зимової Універсіади (2001)
- Срібний призер чемпіонату КХЛ (2008, 2009), бронзовий призер КХЛ (2011).

Як головний тренер — бронзовий призер Першої ліги Росії (2005).

## Статистика
| Сезон   | Клуб               | Ліга    | І  | Г  | П  | О  | ШХ |
| ------- | ------------------ | ------- | -- | -- | -- | -- | -- |
| 1979-80 | «Машинобудівник»   | СРСР-3  | -  | 4  | -  | -  | -  |
| 1980-81 | «Машинобудівник»   | СРСР-3  | -  | 10 | -  | -  | -  |
| 1981-82 | «Машинобудівник»   | СРСР-3  | 44 | 5  | 4  | 9  | 30 |
| 1982-83 | «Динамо» (Харків)  | СРСР-2  | 39 | 1  | 3  | 4  | -  |
| 1983-84 | «Динамо» (Харків)  | СРСР-2  | 60 | 2  | -  | -  | -  |
| 1984-85 | «Динамо» (Харків)  | СРСР-2  | 46 | 0  | 7  | 7  | 24 |
| 1985-86 | «Динамо» (Харків)  | СРСР-2  | 59 | 12 | 12 | 24 | 56 |
| 1986-87 | «Динамо» (Харків)  | СРСР-2  | 62 | 2  | 7  | 9  | 28 |
| 1987-88 | «Динамо» (Харків)  | СРСР-2  | 65 | 2  | 7  | 9  | 28 |
| 1988-89 | «Динамо» (Харків)  | СРСР    | 24 | 5  | 3  | 8  | 14 |
|         |                    | Д1/Д2   | 36 | 3  | 4  | 7  | 26 |
| 1989-90 | «Динамо» (Харків)  | СРСР    | 30 | 1  | 2  | 3  | 14 |
|         |                    | Д1/Д2   | 36 | 3  | 2  | 5  | 34 |
| 1990-91 | «Динамо» (Харків)  | СРСР-2  | 56 | 3  | 2  | 5  | 46 |
| 1994-95 | «Дамфрайз Вікінгс» | БД-1    | 1  | 0  | 0  | 0  | 2  |
|         | «Сокіл» (Київ)     | МХЛ     | 31 | 4  | 4  | 8  | 57 |
| 1995-96 | «Сокіл» (Київ)     | МХЛ     | 21 | 3  | 0  | 3  | 16 |
| 1996-97 | «Сокіл» (Київ)     | СЄХЛ    | 35 | 3  | 9  | 12 | 12 |
| 1998-99 | «Беркут» (Київ)    | СЄХЛ    | 40 | 1  | 11 | 12 | 24 |
| 1999-00 | «Беркут» (Київ)    | СЄХЛ    | 4  | 0  | 0  | 0  | 18 |
| 2001-02 | «Беркут» (Київ)    | СЄХЛ    | 2  | 1  | 0  | 1  | 2  |
|         | «Беркут» (Київ)    | Україна | 1  | 0  | 0  | 0  | 2  |
|         | ATEK (Київ)        | Україна | 3  | 0  | 0  | 0  | 2  |

У збірних:
| Рік  | Команда          | Турнір   | Місце | І | Г | П | О | ШХ |
| ---- | ---------------- | -------- | ----- | - | - | - | - | -- |
| 1979 | СРСР (юніорська) | ЮЧЄ      |       | 5 | 0 | 0 | 0 | 6  |
| 1995 | Україна          | ЧС («С») | 3     | 4 | 0 | 0 | 0 | 0  |

Тренерська діяльність:
| Роки    | Команда                   | Змагання    | Посада          | Примітки |
| ------- | ------------------------- | ----------- | --------------- | -------- |
| 2000-01 | Україна                   | Універсіада | тренер          |          |
| 2002-03 | «Локомотив-2» (Ярославль) | Росія-3     | тренер          |          |
| 2003-05 | «Локомотив-2» (Ярославль) | Росія-3     | головний тренер |          |
| 2005-11 | «Локомотив» (Ярославль)   | КХЛ         | тренер          |          |
| 2011-12 | Україна                   | ЧС          | головний тренер |          |
| 2012-14 | «Локо» (Ярославль)        | МХЛ         | головний тренер |          |
| 2013-15 | «Локомотив» (Ярославль)   | КХЛ         | тренер          |          |
| 2015-16 | «Кременчук»               | Україна     | тренер          |          |
| 2017-19 | «Металург» (Новокузнецьк) | ВХЛ         | головний тренер |          |
| 2019-21 | «Металург» (Жлобин)       | Білорусь    | тренер          |          |